# 天野元祐
天野 元祐（あまの もとすけ）は、戦国時代から安土桃山時代にかけての武将。毛利氏の家臣。天野隆重の三男で、叔父である天野隆良の婿養子となる。

## 出自
安芸天野氏は、藤原南家工藤氏の一族で安芸国に下向し国人化したもので、元祐の系統は天野政貞から始まる金明山天野氏にあたる。同じく安芸の国人である天野興次・天野興定・天野元定の一族の系統は生城山天野氏である。

## 生涯
天文16年（1547年）、大内氏に属する安芸国の国人である天野隆重の三男として生まれる。
天文20年（1550年）9月1日、大寧寺の変で大内義隆が自害した際に、元祐の父・隆重の弟である天野隆良も義隆に殉じた。隆良に男子はいなかったが、女子が1人いたため、毛利元就は隆良の娘を元祐に娶せ、婿養子として家督と周防国吉敷郡大内村の内の60石の知行を元祐に継がせた。
元祐は元服後には父・隆重に従って出雲国の月山富田城の在番を命じられ、また、天正2年（1574年）から天正3年（1575年）にかけての備中兵乱の後は、兄の元明と共に備中国の松山城の在番となった。天正4年（1576年）1月23日に毛利輝元は元祐らの松山城在番の労を労い、備中国や美作国の情勢が落着した時には300貫の地を与えることを約束。翌日の1月24日には一先ず古瀬の内の100貫を与え、在番を終えた後に別所を与えるとした。また、元祐は度々軍功を挙げて感状を与えられている。
天正14年（1586年）から始まる豊臣秀吉の九州平定に従軍したが、天正15年（1587年）4月25日に筑前国博多沖の船中で病死した。享年41。嫡男の元重は元祐の兄である元明の家を継いだため、次男の元長が元重から100石に知行を分与されて後を継いだ。